# Ian Goodfellow
Ian J. Goodfellow  (né en 1987) est un informaticien, ingénieur et cadre, surtout connu pour ses travaux sur les réseaux de neurones artificiels et l'apprentissage profond. Il est auparavant employé comme chercheur scientifique chez Google Brain et directeur de l'apprentissage automatique chez Apple et a apporté plusieurs contributions importantes au domaine de l'apprentissage profond, notamment l'invention des réseaux antagonistes génératifs (en anglais generative adversarial networks ou GAN). Goodfellow a écrit le chapitre sur l'apprentissage profond dans l'ouvrage de référence le plus populaire dans le domaine de l'intelligence artificielle, Artificial Intelligence: A Modern Approach (utilisé dans plus de 1 500 universités dans 135 pays), ainsi que l'ouvrage Deep Learning.

## Biographie
Ian Goodfellow a obtenu ses diplômes de Bachelor of Science et Master of Science en informatique de l'Université de Stanford sous la direction d'Andrew Ng, et son doctorat en apprentissage automatique de l'université de Montréal en avril 2014, avec comme directeurs de thèse Yoshua Bengio (Prix Turing 2018 pour ses travaux dans le domaine de l'apprentissage profond) et Aaron Courville. Sa thèse s'intitule Deep learning of representations and its application to computer vision

### Google
Après avoir obtenu son doctorat, Goodfellow rejoint Google au sein de l'équipe de recherche Google Brain. Il quitte ensuite Google pour rejoindre le nouveau laboratoire de recherche OpenAI,. 
Il retourne à Google Research en mars 2017. Goodfellow est surtout connu pour avoir inventé les réseaux antagonistes génératifs. Chez Google, il développe un système permettant à Google Maps de retranscrire automatiquement les adresses à partir des photos prises par les voitures Google Street View, et démontre les failles de sécurité des systèmes d'apprentissage automatique,.
En 2017, Goodfellow est cité comme l'un des 35 innovateurs de moins de 35 ans du MIT Technology Review. En 2019, il est inclus dans la liste des 100 penseurs mondiaux de Foreign Policy

### Apple
En 2019, il quitte Google pour rejoindre Apple en tant que directeur de l'apprentissage automatique au sein du groupe des projets spéciaux,. En avril 2022, il démissionne en raison de son opposition au projet d'Apple d'imposer à ses employés un quota de temps de travail dans les locaux de l'entreprise.